# Samenstelling Belgische Senaat 2007-2010
De lijst van leden van de Belgische Senaat van 2007 tot 2010. De Senaat telde 74 zetels. Op 10 juni 2007 tijdens de federale verkiezingen werden 40 senatoren rechtstreeks verkozen. Het federale kiesstelsel is gebaseerd op algemeen enkelvoudig stemrecht voor alle Belgen van 18 jaar en ouder, volgens een systeem van evenredige vertegenwoordiging op basis van de methode-D'Hondt, gecombineerd met een districtenstelsel en met een kiesdrempel van 5 %.
De feitelijke eedaflegging van de rechtstreeks verkozen senatoren heeft plaatsgevonden op donderdag 28 juni 2007. Bij de eerste eedaflegging lieten reeds 8 senatoren zich vervangen door een opvolger.
De eedaflegging gebeurt na het onderzoek van de geloofsbrieven van de senatoren door een commissie met de zeven oudste gekozen senatoren. Die zeven oudste senatoren waren Philippe Moureaux (PS), Francis Delpérée (cdH), Hugo Vandenberghe (CD&V), Etienne Schouppe (CD&V), Philippe Mahoux (PS), Hugo Coveliers (VB-VLOTT) en Philippe Monfils (MR). Anne-Marie Lizin (PS) heeft als langstzittende senator de zitting geleid en werd bijgestaan door de twee jongste senatoren, Jean-Jacques De Gucht (Open Vld) en Nele Lijnen (Open Vld).
De eedaflegging van de gemeenschapssenatoren vond op 5 juli plaats en die van de gecoöpteerde senatoren op 12 juli 2007. Het parlement werd op 6 mei 2010 van rechtswege ontbonden door de stemming van de te wijzigen grondwetsartikels. Op 13 juni 2010 werden 40 nieuwe senatoren verkozen, zij moesten dan samen met de Gemeenschapssenatoren 10 nieuwe gecoöpteerde senatoren aanduiden. Er kunnen ook verschuivingen plaatsvinden bij de gemeenschapssenatoren.

## Samenstelling
|  | CD&V/N-VA     | 9 | 3 | 2 | 14 |  | CD&V          | 12 |
|  | MR            | 6 | 4 | 1 | 11 |  | MR            | 10 |
|  | Open Vld      | 5 | 2 | 2 | 9  |  | Open Vld      | 9  |
|  | Vlaams Belang | 5 | 2 | 1 | 8  |  | Vlaams Belang | 8  |
|  | PS            | 4 | 3 | 1 | 8  |  | PS            | 8  |
|  | sp.a-Spirit   | 4 | 2 | 1 | 7  |  | sp.a          | 6  |
|  | cdH           | 2 | 2 | 1 | 5  |  | cdH           | 5  |
|  | Ecolo         | 2 | 2 | 1 | 5  |  | Ecolo         | 5  |
|  | Groen!        | 1 | 1 | 0 | 2  |  | Groen!        | 2  |
|  | LDD           | 1 | 0 | 0 | 1  |  | LDD           | 1  |
|  | FN            | 1 | 0 | 0 | 1  |  | FN            | 1  |
|  |               |   |   |   |    |  | Onafhankelijk | 4  |

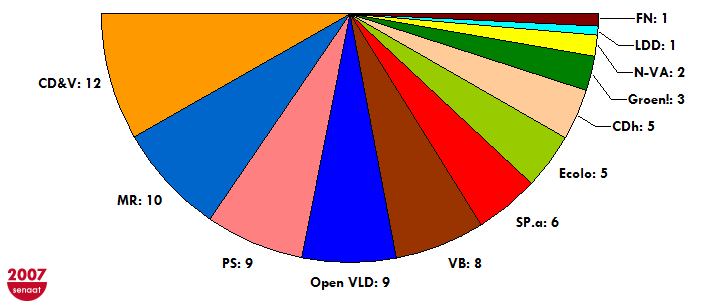
Inaugurale zetelverdeling van de Belgische Federale Senaat in 2007.

Wijzigingen in fractiesamenstelling:
- In 2008 stapt N-VA uit de CD&V/N-VA-fractie. De twee N-VA-senatoren Louis Ide (rechtstreeks gekozen senator) en Helga Stevens (gemeenschapssenator) zetelen vanaf dan als onafhankelijken. De CD&V-fractie telt sindsdien twaalf leden.
- In 2009 verlaat Geert Lambert (rechtstreeks gekozen senator) de sp.a-fractie. Hij zetelt vanaf dan als onafhankelijke.
- In 2009 verlaat Anne-Marie Lizin (rechtstreeks gekozen senator) de PS-fractie. Ze zetelt voortaan als onafhankelijke.
- In 2010 neemt Berni Collas (MR) ontslag als Duitstalig gemeenschapssenator. Hij wordt vervangen door Louis Siquet (PS).

## Lijst van de senatoren
| Senator                    | Partij         | Taalgroep  | Aanduiding                                                                       | Opmerkingen |  |
| -------------------------- | -------------- | ---------- | -------------------------------------------------------------------------------- | --- |  |
| Els Van Hoof               | CD&V           | Nederlands | Rechtstreeks gekozen senator.                                                    | Vervangt vanaf 17 juli 2009 Yves Leterme, minister in de Federale Regering. Van Hoof verving eerder van 22 maart 2008 tot 30 december 2008 Etienne Schouppe, staatssecretaris in de Federale Regering. Etienne Schouppe was quaestor tot 20 maart 2008.                                                                 |  |
| Tony Van Parys             | CD&V           | Nederlands | Rechtstreeks gekozen senator.                                                    | Quaestor vanaf 22 maart 2008. |  |
| Nahima Lanjri              | CD&V           | Nederlands | Rechtstreeks gekozen senator.                                                    | Voorzitter van de commissie Sociale Aangelegenheden. |  |
| Louis Ide                  | N-VA           | Nederlands | Rechtstreeks gekozen senator.                                                    | Zetelt vanaf 14 oktober 2008 als onafhankelijke. |  |
| Hugo Vandenberghe          | CD&V           | Nederlands | Rechtstreeks gekozen senator.                                                    | Ondervoorzitter. |  |
| Pol Van Den Driessche      | CD&V           | Nederlands | Rechtstreeks gekozen senator.                                                    | Vervangt vanaf 30 december 2008 Etienne Schouppe, staatssecretaris in de Federale Regering. Eerder verving hij van 21 december 2007 tot 30 december 2008 Yves Leterme, minister in de Federale Regering. Etienne Schouppe was quaestor tot 20 maart 2008.                                                               |  |
| Elke Tindemans             | CD&V           | Nederlands | Rechtstreeks gekozen senator.                                                    | |  |
| Sabine de Bethune          | CD&V           | Nederlands | Rechtstreeks gekozen senator.                                                    | Vervangt vanaf 12 juli 2007 Frieda Brepoels (N-VA), die verkiest om in het Europees Parlement te blijven zetelen. De Bethune is voorzitter van de CD&V-N-VA/CD&V-fractie. |  |
| Wouter Beke                | CD&V           | Nederlands | Rechtstreeks gekozen senator.                                                    | Voorzitter van de commissie Financiën en Economische Aangelegenheden. |  |
| Cindy Franssen             | CD&V           | Nederlands | Gemeenschapssenator aangeduid door het Vlaams Parlement.                         | Vervangt vanaf 15 juli 2009 Luc Van den Brande, die het Vlaams Parlement verlaat. |  |
| Jan Durnez                 | CD&V           | Nederlands | Gemeenschapssenator aangeduid door het Vlaams Parlement.                         | Vervangt vanaf 15 juli 2009 Miet Smet, die het Vlaams Parlement verlaat. |  |
| Helga Stevens              | N-VA           | Nederlands | Gemeenschapssenator aangeduid door het Vlaams Parlement.                         | Zetelt vanaf 14 oktober 2008 als onafhankelijke. |  |
| Dirk Claes                 | CD&V           | Nederlands | Gecoöpteerd senator.                                                             | |  |
| Els Schelfhout             | CD&V           | Nederlands | Gecoöpteerd senator.                                                             | |  |
| Philippe Monfils           | MR             | Frans      | Rechtstreeks gekozen senator.                                                    | Vervangt vanaf 12 juli 2007 Louis Michel, lid van de Europese Commissie. |  |
| Armand De Decker           | MR             | Frans      | Rechtstreeks gekozen senator.                                                    | Senaatsvoorzitter en voorzitter van de commissie Institutionele Aangelegenheden. |  |
| Dominique Tilmans          | MR             | Frans      | Rechtstreeks gekozen senator.                                                    | Vanaf 15 oktober 2009 voorzitter van de MR-fractie. |  |
| Richard Fournaux           | MR             | Frans      | Rechtstreeks gekozen senator.                                                    | |  |
| Alain Courtois             | MR             | Frans      | Rechtstreeks gekozen senator.                                                    | |  |
| Marie-Hélène Crombé-Berton | MR             | Frans      | Rechtstreeks gekozen senator.                                                    | Vervangt vanaf 12 juli 2007 Alain Destexhe, die verkiest om lid te blijven van het Parlement van de Franse Gemeenschap. |  |
| Alain Destexhe             | MR             | Frans      | Gemeenschapssenator aangeduid door het Parlement van de Franse Gemeenschap.      | |  |
| Christine Defraigne        | MR             | Frans      | Gemeenschapssenator aangeduid door het Parlement van de Franse Gemeenschap.      | Voorzitter van de MR-fractie tot 15 oktober 2009. |  |
| Caroline Persoons          | MR             | Frans      | Gemeenschapssenator aangeduid door het Parlement van de Franse Gemeenschap.      | Vervangt vanaf 30 juni 2009 François Roelants du Vivier, die het Parlement van de Franse Gemeenschap verlaat. |  |
| Philippe Fontaine          | MR             | Frans      | Gecoöpteerd senator.                                                             | Vervangt vanaf 1 juli 2009 Jacques Brotchi, die lid wordt van het Brussels Hoofdstedelijk Parlement. |  |
| Anne-Marie Lizin           | PS             | Frans      | Rechtstreeks gekozen senator.                                                    | Zetelt vanaf 28 januari 2009 als onafhankelijke. Lizin was quaestor tot 28 januari 2009. |  |
| Philippe Moureaux          | PS             | Frans      | Rechtstreeks gekozen senator.                                                    | Voorzitter van de commissie Binnenlandse Zaken en Administratieve Aangelegenheden. |  |
| Philippe Mahoux            | PS             | Frans      | Rechtstreeks gekozen senator.                                                    | Voorzitter van de PS-fractie. |  |
| Franco Seminara            | PS             | Frans      | Rechtstreeks gekozen senator.                                                    | Vervangt vanaf 25 juni 2009 Olga Zrihen, die lid wordt van het Waals Parlement. Zrihen verving van 12 juli 2007 tot 25 juni 2009 Philippe Busquin, die verkoos om in het Europees Parlement te blijven zetelen, en is vanaf 29 januari 2009 quaestor.                                                                   |  |
| Caroline Désir             | PS             | Frans      | Gemeenschapssenator aangeduid door het Parlement van de Franse Gemeenschap.      | Vervangt vanaf 30 juni 2009 Sfia Bouarfa, die het Parlement van de Franse Gemeenschap verliet. |  |
| Olga Zrihen                | PS             | Frans      | Gemeenschapssenator aangeduid door het Parlement van de Franse Gemeenschap.      | Vervangt vanaf 30 juni 2009 Joëlle Kapompolé, die het mandaat van gemeenschapssenator niet meer wil cumuleren met het lidmaatschap van het Parlement van de Franse Gemeenschap. Eerder was Zrihen van 12 juli 2007 tot 25 juni 2009 rechtstreeks gekozen senator. Zrihen is vanaf 29 januari 2009 quaestor.             |  |
| Christophe Collignon       | PS             | Frans      | Gemeenschapssenator aangeduid door het Parlement van de Franse Gemeenschap.      | |  |
| Louis Siquet               | PS             | Duits      | Gemeenschapssenator aangeduid door het Parlement van de Duitstalige Gemeenschap. | Vervangt vanaf 4 februari 2010 Berni Collas (MR), die wegens een afspraak binnen de Duitstalige Gemeenschapsregering ontslag moet nemen. |  |
| Christiane Vienne          | PS             | Frans      | Gecoöpteerd senator.                                                             | |  |
| Roland Duchâtelet          | Open Vld       | Nederlands | Rechtstreeks gekozen senator.                                                    | Vervangt vanaf 21 december 2007 Guy Verhofstadt, minister in de Federale Regering. Verhofstadt was ondervoorzitter tot 21 december 2007. |  |
| Nele Lijnen                | Open Vld       | Nederlands | Rechtstreeks gekozen senator.                                                    | |  |
| Yoeri Vastersavendts       | Open Vld       | Nederlands | Rechtstreeks gekozen senator.                                                    | Vervangt vanaf 7 januari 2010 Patrik Vankrunkelsven, die de nationale politiek verlaat. Vankrunkelsven was van 9 januari 2008 tot 4 januari 2010 voorzitter van de commissie Justitie. |  |
| Ann Somers                 | Open Vld       | Nederlands | Rechtstreeks gekozen senator.                                                    | Vervangt vanaf 2 juli 2009 Jean-Jacques De Gucht, die lid wordt van het Vlaams Parlement. |  |
| Marc Verwilghen            | Open Vld       | Nederlands | Rechtstreeks gekozen senator.                                                    | Voorzitter van de commissie Justitie tot 21 december 2007 en ondervoorzitter vanaf 21 december 2007. |  |
| Jean-Jacques De Gucht      | Open Vld       | Nederlands | Gemeenschapssenator aangeduid door het Vlaams Parlement.                         | Vervangt vanaf 15 juli 2009 Margriet Hermans, die het Vlaams Parlement verlaat. |  |
| Bart Tommelein             | Open Vld       | Nederlands | Gemeenschapssenator aangeduid door het Vlaams Parlement.                         | Vervangt vanaf 15 juli 2009 Paul Wille, die het Vlaams Parlement verlaat. Wille was tot 30 juni 2009 voorzitter van de Open Vld-fractie, een functie die Tommelein vanaf 15 juli 2009 ook uitoefende. |  |
| Paul Wille                 | Open Vld       | Nederlands | Gecoöpteerd senator.                                                             | Vervangt vanaf 15 juli 2009 Filip Anthuenis, die lid wordt van het Vlaams Parlement. Eerder was Wille tot 15 juli 2009 gemeenschapssenator aangeduid door het Vlaams Parlement. Wille was tot 10 juli 2009 voorzitter van de Open Vld-fractie.                                                                          |  |
| Martine Taelman            | Open Vld       | Nederlands | Gecoöpteerd senator.                                                             | Vanaf 7 januari 2010 voorzitter van de commissie Justitie. |  |
| Yves Buysse                | Vlaams Belang  | Nederlands | Rechtstreeks gekozen senator.                                                    | Vervangt vanaf 12 juli 2007 Frank Vanhecke, die verkiest om lid te blijven van het Europees Parlement. Buysse is vanaf 13 oktober 2009 ondervoorzitter. |  |
| Anke Van dermeersch        | Vlaams Belang  | Nederlands | Rechtstreeks gekozen senator.                                                    | Ondervoorzitter van 9 oktober 2007 tot 13 oktober 2009. |  |
| Hugo Coveliers             | Vlaams Belang  | Nederlands | Rechtstreeks gekozen senator.                                                    | |  |
| Jurgen Ceder               | Vlaams Belang  | Nederlands | Rechtstreeks gekozen senator.                                                    | Ondervoorzitter tot 9 oktober 2007 en vanaf 13 oktober 2009 voorzitter van de Vlaams Belang-fractie. |  |
| Nele Jansegers             | Vlaams Belang  | Nederlands | Rechtstreeks gekozen senator.                                                    | Vervangt vanaf 12 juli 2007 Filip Dewinter, die verkiest om lid te blijven van het Vlaams Parlement. |  |
| Joris Van Hauthem          | Vlaams Belang  | Nederlands | Gemeenschapssenator aangeduid door het Vlaams Parlement.                         | Voorzitter van de Vlaams Belang-fractie tot 30 september 2009. |  |
| Karim Van Overmeire        | Vlaams Belang  | Nederlands | Gemeenschapssenator aangeduid door het Vlaams Parlement.                         | |  |
| Freddy Van Gaever          | Vlaams Belang  | Nederlands | Gecoöpteerd senator.                                                             | |  |
| Benoit Hellings            | Ecolo          | Frans      | Rechtstreeks gekozen senator.                                                    | Vervangt vanaf 16 juli 2009 Isabelle Durant, die lid wordt van het Europees Parlement. |  |
| José Daras                 | Ecolo          | Frans      | Rechtstreeks gekozen senator.                                                    | Voorzitter van de Ecolo-fractie. |  |
| Freya Piryns               | Groen!         | Nederlands | Rechtstreeks gekozen senator.                                                    | Vervangt vanaf 12 juli 2007 Vera Dua, die verkiest om in het Vlaams Parlement te blijven zetelen. |  |
| Zakia Khattabi             | Ecolo          | Frans      | Gemeenschapssenator aangeduid door het Parlement van de Franse Gemeenschap.      | Vervangt vanaf 14 oktober 2009 Marie Nagy, die het mandaat van gemeenschapssenator niet meer wil combineren met het lidmaatschap van het Parlement van de Franse Gemeenschap. Nagy verving van 30 juni tot 14 oktober 2009 Josy Dubié, die het Parlement van de Franse Gemeenschap verliet.                             |  |
| Marcel Cheron              | Ecolo          | Frans      | Gemeenschapssenator aangeduid door het Parlement van de Franse Gemeenschap.      | |  |
| Luckas Vander Taelen       | Groen!         | Nederlands | Gemeenschapssenator aangeduid door het Vlaams Parlement.                         | Vervangt vanaf 15 juli 2009 Vera Dua, die het Vlaams Parlement verlaat. Dua was voorzitter van de Groen!-fractie tot 30 juni 2009. |  |
| Cécile Thibaut             | Ecolo          | Frans      | Gecoöpteerd senator.                                                             | Vervangt vanaf 13 oktober 2009 Carine Russo, die de nationale politiek verlaat. |  |
| Johan Vande Lanotte        | sp.a           | Nederlands | Rechtstreeks gekozen senator.                                                    | Vanaf 21 september 2009 voorzitter van de sp.a-fractie. |  |
| Marleen Temmerman          | sp.a           | Nederlands | Rechtstreeks gekozen senator.                                                    | Voorzitter van de commissie Buitenlandse Betrekkingen en Landsverdediging. |  |
| Myriam Vanlerberghe        | sp.a           | Nederlands | Rechtstreeks gekozen senator.                                                    | Vervangt vanaf 12 juli 2007 Bert Anciaux (Spirit/Vl.Pro), minister in de Vlaamse Regering. Vanlerberghe was tot 21 september 2009 voorzitter van de sp.a-Spirit/sp.a-Vl.Pro/sp.a-fractie en is quaestor vanaf 2 juli 2009.                                                                                              |  |
| Geert Lambert              | Spirit         | Nederlands | Rechtstreeks gekozen senator.                                                    | Zetelt vanaf 1 januari 2009 als onafhankelijke. Lambert was quaestor tot 29 januari 2009. |  |
| John Crombez               | sp.a           | Nederlands | Gemeenschapssenator aangeduid door het Vlaams Parlement.                         | Vervangt vanaf 15 juli 2009 Bart Martens, die zijn mandaat van gemeenschapssenator niet meer wil cumuleren met het mandaat van Vlaams Parlementslid. |  |
| Fatma Pehlivan             | sp.a           | Nederlands | Gemeenschapssenator aangeduid door het Vlaams Parlement.                         | Vervangt vanaf 15 juli 2009 André Van Nieuwkerke, die het Vlaams Parlement verlaat. Van Nieuwkerke was quaestor van 29 januari tot 30 juni 2009. |  |
| Guy Swennen                | sp.a           | Nederlands | Gecoöpteerd senator.                                                             | |  |
| Francis Delpérée           | cdH            | Frans      | Rechtstreeks gekozen senator.                                                    | Voorzitter van de cdH-fractie. |  |
| Vanessa Matz               | cdH            | Frans      | Rechtstreeks gekozen senator.                                                    | Vervangt vanaf 16 juli 2009 Anne Delvaux, die lid wordt van het Europees Parlement. |  |
| Dimitri Fourny             | cdH            | Frans      | Gemeenschapssenator aangeduid door het Parlement van de Franse Gemeenschap.      | Vervangt vanaf 24 september 2009 Marc Elsen, die cdH-fractieleider wordt in het Parlement van de Franse Gemeenschap en dit niet wil cumuleren met het mandaat van gemeenschapssenator. |  |
| André du Bus de Warnaffe   | cdH            | Frans      | Gemeenschapssenator aangeduid door het Parlement van de Franse Gemeenschap.      | Vervangt vanaf 26 januari 2010 Céline Fremault, die cdH-fractieleider wordt in het Brussels Hoofdstedelijk Parlement en dit niet wil cumuleren met het mandaat van gemeenschapssenator. Frémault verving van 30 juni 2009 tot 26 januari 2010 Jean-Paul Procureur, die het Parlement van de Franse Gemeenschap verliet. |  |
| Jean-Paul Procureur        | cdH            | Frans      | Gecoöpteerd senator.                                                             | Vervangt vanaf 15 oktober 2009 Vanessa Matz, die rechtstreeks gekozen senator wordt. Matz verving van 20 maart 2008 tot 15 oktober 2009 Georges Dallemagne, die lid werd van de Kamer van volksvertegenwoordigers. |  |
| Michel Delacroix           | Front National | Frans      | Rechtstreeks gekozen senator.                                                    | |  |
| Lieve Van Ermen            | LDD            | Nederlands | Rechtstreeks gekozen senator.                                                    | |  |
| Filip van België           | -              | -          | Senator van rechtswege.                                                          | |  |
| Astrid van België          | -              | -          | Senator van rechtswege.                                                          | |  |
| Laurent van België         | -              | -          | Senator van rechtswege.                                                          | |  |

## Conflict omtrent Brussel-Halle-Vilvoorde
Honderden burgers en het college van burgemeester en schepenen van de gemeenten Zemst en Lennik hebben een bezwaar ingediend tegen de organisatie van de verkiezingen. De niet-splitsing van de kieskring Brussel-Halle-Vilvoorde zou ervoor verantwoordelijk zijn dat niet alle kiezers en kandidaten op dezelfde wijze worden behandeld, en dat dat strijdig is met de grondwet, die de territoriale indeling in taalgebieden, gewesten en gemeenschappen voorschrijft. Er zou discriminatie van de Nederlandse taalgroep tegenover de Franse taalgroep.
In de buitengewone zitting van 28 juni 2007 van de senaat in plenum, die tevens de openingsvergadering was van de 52 legislatuur, werden deze bezwaren verworpen, met de volgende begronding:
In de bezwaarschriften wordt ook verwezen naar arrest nr. 73/2003 van 26 mei 2003 van het Grondwettelijk Hof en wordt gesteld dat overeenkomstig dit arrest ‘de wetgeving reeds tijdens de vorige legislatuur aangepast had moeten worden.
De bezwaarschriften zijn tegelijk aan de Senaat en aan de Kamer van volksvertegenwoordigers gericht.Volgens artikel 48 van de Grondwet onderzoekt elke Kamer de geloofsbrieven van haar leden en beslecht de geschillen die hieromtrent rijzen. Artikel 231, eerste lid, van het Kieswetboek bepaalt verder dat alleen de Kamer van volksvertegenwoordigers en de Senaat uitspraak doen, zowel wat hun leden als de opvolgers betreft, over de geldigheid van de kiesverrichtingen.
In de mate waarin de bezwaarschriften die de Senaat heeft ontvangen ook betrekking zouden hebben op de geldigheid van de verkiezingen voor de Kamer van volksvertegenwoordigers zijn ze onontvankelijk.
Wat de verkiezingen van de Senaat betreft: binnen het kader van de geldigverklaring van de kiesverrichtingen is de Senaat niet bevoegd om zich uit te spreken over principiële bezwaren die betrekking hebben op de grondwettigheid en de legitimiteit van wetten die de organisatie van de verkiezingen regelen. In de bezwaren wordt geen enkel feit aangevoerd dat erop zou wijzen dat de kiesverrichtingen en de aanwijzing van de gekozenen niet conform de geldende kieswetgeving zouden zijn verlopen.
In zoverre uit de verwijzing naar het arrest nr. 73/2003 zou moeten worden afgeleid dat aangevoerd wordt dat de wettelijke basis voor de organisatie van de verkiezingen in de kieskring Brussel-Halle-Vilvoorde ontbrak, moet worden vastgesteld dat de door het Grondwettelijk Hof in het betrokken arrest ongrondwettig verklaarde en vernietigde wetsbepalingen uitsluitend betrekking hadden op de verkiezingen voor de Kamer van volksvertegenwoordigers.
De verzoekers voeren nog aan dat de colleges van burgemeester en schepenen en de burgers die in de kieskring Brussel-Halle-Vilvoorde geweigerd hebben mee te werken aan de organisatie van de verkiezingen, de kans lopen te worden vervolgd hoewel zij niets anders hebben gedaan dan de Grondwet en rechtsstaat te eerbiedigen. Een dergelijke beschouwing valt buiten het kader van de geldigverklaring van de verkiezingen en het onderzoek van de geloofsbrieven.
De commissie voor het Onderzoek van de geloofsbrieven is om al deze redenen van oordeel dat de bezwaren niet kunnen worden aangenomen. Ze stelt voor de bezwaren te verwerpen.
Vervolgens was er een bezwaarschrift met betrekking tot de toepassing van de faciliteitenregeling bij de verkiezingen in een gemeente van het kanton Zaventem. Bij brief van 21 juni 2007 meldt de heer Wim Peeters dat uit het nazicht van de gebruikte volmachtenformulieren in kiesbureau 83, kanton Zaventem, blijkt dat drie, in het bezwaar met name genoemde personen ‘hun aanvraag (om als buitenlander) (sic) in Wezembeek-Oppem te stemmen’ ingediend hebben met een eentalig Frans formulier, ofschoon zij niet het recht hadden gebruik te maken van de faciliteitenregeling nu zij niet in Wezembeek-Oppem wonen. Hij leidt daaruit af dat de stemmen van deze drie personen ‘niet correct werden uitgebracht’.
De verzoeker voert verder aan dat een groot aantal kiezers die zich hebben aangemeld met een Franstalige oproepingsbrief te kennen hebben gegeven dat zij hun oproepingsbrief onmiddellijk in het Frans hebben ontvangen, en dat zij hun Franse oproepingsbrief niet hebben bekomen door het originele Nederlandstalige exemplaar voor een Frans exemplaar in te wisselen op de gemeente. Daaruit zou blijken dat de oproepingsbrieven werden verstuurd volgens taalaanhorigheid, wat in strijd zou zijn met de omzendbrief-Peeters.
De commissie stelt vast dat een kiezer krachtens artikel 142 van het Kieswetboek niet in het bezit moet zijn van een oproepingsbrief om tot de stemming te worden toegelaten. Daarenboven stelt de commissie vast dat de eventuele ongeldigheid van drie uitgebrachte en in aanmerking genomen stemmen geen enkel gevolg zou hebben voor de zeteltoewijzing voor de Senaat.
De commissie voor het onderzoek van de geloofsbrieven stelt bijgevolg voor dit bezwaar te verwerpen.

## Conflict omtrent toekenning gemeenschaps- of gecoöpteerde senatoren
Nadat de verkiezingsuitslag voor de rechtstreeks verkozen senatoren vaststond, ontstond er discussie omtrent de toekenning van een gemeenschapssenator of een gecoöpteerd senator voor de LDD.
Op basis van preliminarie vaststellingen door de juridische dienst van het Vlaams Parlement werd op maandag 11 juni 2007 eerst gesteld dat LDD in aanmerking kwam voor ofwel één gemeenschapssenator, ofwel één gecoöpteerde senator. De lijst CD&V/N-VA zou, volgens dezelfde berekeningen, aanspraak maken op ofwel twee gemeenschapssenatoren en drie gecoöpteerde senatoren, ofwel op drie gemeenschapssenatoren en twee gecoöpteerde senatoren.
Nadien werd deze redenering, bij nader onderzoek door de juridische dienst, bijgesteld. Omdat er, zonder de senatoren van rechtswege mee te rekenen, namelijk drie andere soorten senatoren is de zeteltoewijzing complex. LDD heeft er bij de rechtstreeks verkozenen een van de 25 in de wacht gesleept. De volgende fase, verkozenen 26 tot en met 35, is die van de gemeenschapssenatoren. Het Vlaams Parlement mag er zo 10 aanwijzen. LDD heeft bij de verkiezingen de 34e senator verdiend volgens de Methode-D'Hondt en zou dus, in principe, aanspraak kunnen maken op een gemeenschapssenator.
Evenwel, een partij krijgt die alleen, als ze bij de Vlaamse verkiezingen ook zetels heeft gehaald. Aangezien de LDD in 2004 niet deelnam aan de verkiezingen voor het Vlaams parlement, kan dat niet. De fractie van de LDD bestaat immers uit enerzijds Jean-Marie Dedecker, verkozen in 2004 op een VLD/Vivant-lijst, en anderzijds Jurgen Verstrepen en Monique Moens, verkozen in 2004 op Vlaams Blok-lijsten.
Het kieswetboek echter definieert een parlementaire fractie in het Vlaams Parlement als de groep gevormd door leden van het parlement, die bij de Vlaamse verkiezingen gekozen zijn op dezelfde lijst. Aangezien LDD formeel niet deelnam aan de Vlaamse verkiezingen van 2004, konden deze personen dan ook geen formele fractie vormen in het Vlaams Parlement maar moeten officieel zetelen als onafhankelijken. Daardoor komen zij nu ook niet als fractie in aanmerking voor extra zetels voor gemeenschapssenatoren.
Jean-Marie Dedecker protesteerde hiertegen bij de Senaat. Er wordt echter verwezen naar een precedent in de legislatuurperiode 2003-2007. Toen wilde de sp.a/Spirit-fractie Vlaams parlementslid Jan Roegiers (Spirit) aanduiden als gemeenschapssenator, maar dat ging niet door omdat Roegiers in 1999 op een VU-ID-lijst en niet op een sp.a-lijst verkozen werd in het Vlaams parlement.
De gemeenschapssenatorzetel die naar LDD zou moeten gaan, verhuist daardoor naar de Open Vld die aldus twee gecoöpteerde senatoren krijgt. Hierdoor krijgt de CD&V/N-VA-fractie 3 gemeenschapssenatoren en 2 gecoöpteerde senatoren. Voor de overige Vlaamse partijen verandert er niets.
Als gevolg daarvan vroeg LDD dan één gecoöpteerde senator, in plaats van een gemeenschapssenator, om alsnog de geest van de kieswet te respecteren. Deze is gebaseerd op het basisprincipe van evenredige vertegenwoordiging. Dat is het basisprincipe, met dien verstande dat de grote lijsten met de toegepaste Methode-D'Hondt al bevoordeeld zijn.
Als Dedecker de tweede senaatszetel niet krijgt zou dit technisch nog naar de letter van de wet in orde zijn, maar het botst heftig met de geest van de wet.
De Commissie Onderzoek Geloofsbrieven van de senaat moet zich echter nog formeel uitspreken of LDD recht heeft op één gecoöpteerde senator, of niet. De beslissing wordt genomen na 28 juni 2007. De stelling dat LDD geen gecoöpteerde senatorzetel kan krijgen, omdat LDD niet in aanmerking komt voor een gemeenschapsenatorzetel is dus onbeslist.
Op 28 juni leggen de rechtstreeks verkozen senatoren de eed af. Aan het einde van de zitting moet de senaatsvoorzitter aankondigen welke fracties in aanmerking komen voor gemeenschapssenatoren. Bij die gelegenheid zal blijken dat LDD in eerste instantie wel recht zou gehad hebben op een gemeenschapssenator, maar er geen kan krijgen omdat de partij niet deelnam aan de Vlaamse verkiezingen. De Commissie Onderzoek Geloofsbrieven moet dan een advies uitbrengen over welke fracties een senator mogen coöpteren. Die commissie bestaat uit de zeven oudste rechtstreeks verkozen senatoren.
Er zijn in totaal zes gecoöpteerde senatoren voor de Nederlandse taalgroep. Daarvan zouden er twee gaan naar CD&V/N-VA, telkens één naar sp.a-Spirit en Vlaams Belang. Open Vld heeft recht op minstens één gecoöpteerde senator en twee indien de Commissie Onderzoek Geloofsbrieven beslist dat Lijst Dedecker ook niet in aanmerking komt voor een gecoöpteerd senator.
Het Laatste Nieuws bericht dat CD&V en Open Vld het op een akkoordje hebben gegooid om Dedecker ook daarvan uit te sluiten door te stellen dat door het vervallen van de gemeenschapszetel, er geen aanspraak kan gemaakt worden op een gecoöpteerde senator voor LDD.
Jean-Marie Dedecker noemt de Commissie Onderzoek Geloofsbrieven dan ook een schijncommissie. Hij stelt: De meerderheid heeft al lang beslist dat de CD&V/N-VA een gemeenschapssenator krijgt en de Open Vld een coöptatiesenator. Dit is een verkrachting van de grondwet.
De juridisch advies van de Senaat kan geen uitsluitsel geven over het al dan niet recht hebben van LDD op een gecoöpteerde senator. Naargelang de hiërarchie van de wetten waarvoor men kiest, heeft LDD al dan niet recht op zijn tweede senator. Uiteindelijk beslist de senaat vrijelijk over zijn eigen leden, en conflicten daaromtrent.
LDD zou een klacht ingdienen bij het gerecht en proberen om in kort geding alsnog gelijk te halen, indien zij de extra senator mislopen. Hij eist een schadevergoeding van 2 miljoen euro en wordt juridisch bijgestaan door Mr. Matthias Storme. Alhoewel in eerste aanleg de rechtbank zich onbevoegd verklaarde, werd er in beroep beslist dat de rechtbank wel degelijk bevoegd was. De uitspraak ten gronde volgt.
- bronnen: De Tijd, 11 juni 2007 - Belga, 20 juni 2007 - Het Laatste Nieuws, 4 juli 2007 - De Morgen, 5 juli 2007 - De Standaard, 6 augustus 2007

## Legende
- CD&V: Christen-Democratisch en Vlaams
- N-VA: Nieuw-Vlaamse Alliantie
- Open Vld: Open Vlaamse Liberalen en Democraten
- Vivant: Voor Individuele Vrijheid en Arbeid in een Nieuwe Toekomst
- sp.a: Socialistische Partij anders
- Spirit: Sociaal Progressief Internationaal Regionalistisch Integraal-democratisch en Toekomstgericht
- VB: Vlaams Belang
- VLOTT: Vlaams Liberaal Onafhankelijk Tolerant Transparant
- LDD: Lijst Dedecker
- Groen!
- MR: Mouvement Réformateur
- PS: Parti Socialiste
- cdH: centre démocrate Humaniste
- Ecolo: Ecologistes Confédérés pour l'Organisation de Luttes Originales
- FN: Front National